# Club Esportiu Jenlai
El Club Esportiu Jenlai es un equipo de fútbol de Andorra que jugó por última vez en la Segunda División de Andorra, la segunda liga de fútbol en importancia en el país.

## Historia
Fue fundado en 2008 y ese mismo año participó en la Segunda División de Andorra. Terminó en última posición, con 10 derrotas y solo un punto, tras un empate a 0 contra el equipo filial del Lusitans. En total, marcó 11 goles y encajó 63. El 18 de enero de 2009 fue eliminado de la Copa Constitució por el mismo equipo al que había empatado, con un resultado de 7 a 1. En la temporada siguiente, consiguió una campaña casi opuesta a la anterior, alcanzando el segundo puesto en la clasificación general; sin embargo, en la fase de ascenso, con solo una victoria, dos empates y tres derrotas, no consiguió subir de categoría.
En la temporada 2010/2011, repitió la mala campaña de la primera temporada y quedó último, con una campaña de tres victorias, un empate y 14 derrotas, y marcando 25 goles y encajando 68. En la temporada 2011/2012, se rumoreó que el equipo había renunciado a participar en el campeonato y no se supo nada más de él hasta la temporada 2013/2014, en la que tuvo una buena campaña y alcanzó el segundo puesto, pero perdió en la promoción de ascenso frente al Inter Club d'Escaldes, que había quedado en penúltimo lugar de la Primera División. En la Copa, fue eliminado por el filial del Encamp en la primera ronda, en una derrota por 3 a 2.
En la temporada 2014/2015, volvió a tener una mala campaña en Segunda División, donde perdió todas las partidas que disputó.
En la temporada 2015/2016, invirtiendo la campaña que tuvo en la temporada pasada, se proclamó campeón de la Segunda División con 21 victorias en 23 partidos. Sin embargo, en la primera temporada en la élite, tuvo otra campaña muy negativa y quedó en último lugar en la clasificación general de la Primera División, lo que confirmó su descenso, tras los play-offs de promoción.
En la temporada 2018/2019, el club entró en una crisis que, además de suponer una derrota por 17 goles a 1 contra el equipo filial de la U. E. Santa Coloma, llevó a su exclusión del sistema de ligas nacional en noviembre por no tener un número suficiente de jugadores en tres partidos seguidos.
En febrero de 2021, el club fue adquirido por el empresario colombiano Henry Barón, que por aquella época dirigía la empresa Galaxy International, con vistas a la preparación para la temporada 2021/2022 de la Segunda División nacional. Sin embargo, dos meses después, se alegó que ciertos aspectos de la crisis anterior, que excluyó al club en 2018, persistían, entre ellos, un supuesto retraso en el pago de los salarios de los miembros del equipo. En el mes de agosto, cuando ya se había iniciado la temporada, se informó de que el club aún no había conseguido inscribir a ninguno de sus 16 jugadores, ya que la Federación no había validado sus contratos. Esto provocó que se suspendiera el primer partido de la temporada. Lo mismo acabó ocurriendo hasta la tercera jornada, por lo que el club fue sancionado nuevamente con la expulsión de la Liga.

## Palmarés
- Segunda División de Andorra: 1

2015-16

## Entrenadores
- Llorenç Codoñés (2016–2017)[19][20][21]
- Diogo Festa (2017)[22]
- Jordi Pascual (2017–2018)[23]

## Temporadas
| Temporada |                 | Pos. | PJ. | G  | E | P  | GF  | GC  | DG   | Pts | Copa          |
| --------- | --------------- | ---- | --- | -- | - | -- | --- | --- | ---- | --- | ------------- |
| 2008-09   | Segona Divisió  | 7    | 11  | 0  | 1 | 10 | 11  | 63  | -52  | 1   | Primera ronda |
| 2009-10   | Segona Divisió  | 4    | 20  | 10 | 6 | 4  | 52  | 28  | +24  | 36  | Segunda ronda |
| 2010-11   | Segona Divisió  | 10   | 18  | 3  | 1 | 14 | 25  | 68  | -43  | 10  | No participó  |
| 2013-14   | Segona Divisió  | 2    | 20  | 13 | 2 | 5  | 75  | 46  | +29  | 41  | Primera ronda |
| 2014-15   | Segona Divisió  | 11   | 10  | 0  | 0 | 10 | 5   | 48  | -43  | 0   | No participó  |
| 2015-16   | Segona Divisió  | 1    | 23  | 21 | 1 | 1  | 111 | 15  | +96  | 64  | Primera ronda |
| 2016-17   | Primera Divisió | 8    | 27  | 2  | 1 | 24 | 18  | 137 | -119 | 4   | Primera ronda |
| 2017-18   | Segona Divisió  | 5    | 22  | 8  | 1 | 13 | 45  | 78  | -33  | 19  | No participó  |
| 2018-19   | Segona Divisió  | 11   | 0   | 0  | 0 | 0  | 0   | 0   | 0    | 0   | No participó  |
| 2020-21   | Segona Divisió  | 4    | 20  | 6  | 1 | 13 | 33  | 51  | -18  | 19  | No participó  |
| 2021-22   | Segona Divisió  | 12   | 0   | 0  | 0 | 0  | 0   | 0   | 0    | 0   | No participó  |

1. ↑  se le descontaron 3 puntos.
2. ↑  se le descontaron 6 puntos.
3. ↑  se retiró.
4. ↑  se retiró.